# Letrouitia sayeri
Letrouitia sayeri är en lavart som först beskrevs av Johannes Müller Argoviensis, och fick sitt nu gällande namn av Elix. Letrouitia sayeri ingår i släktet Letrouitia och familjen Letrouitiaceae.   Inga underarter finns listade i Catalogue of Life.